# 눔비엘현

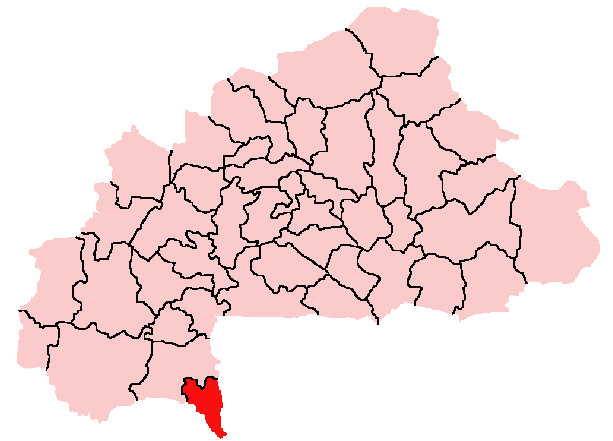
눔비엘현의 위치

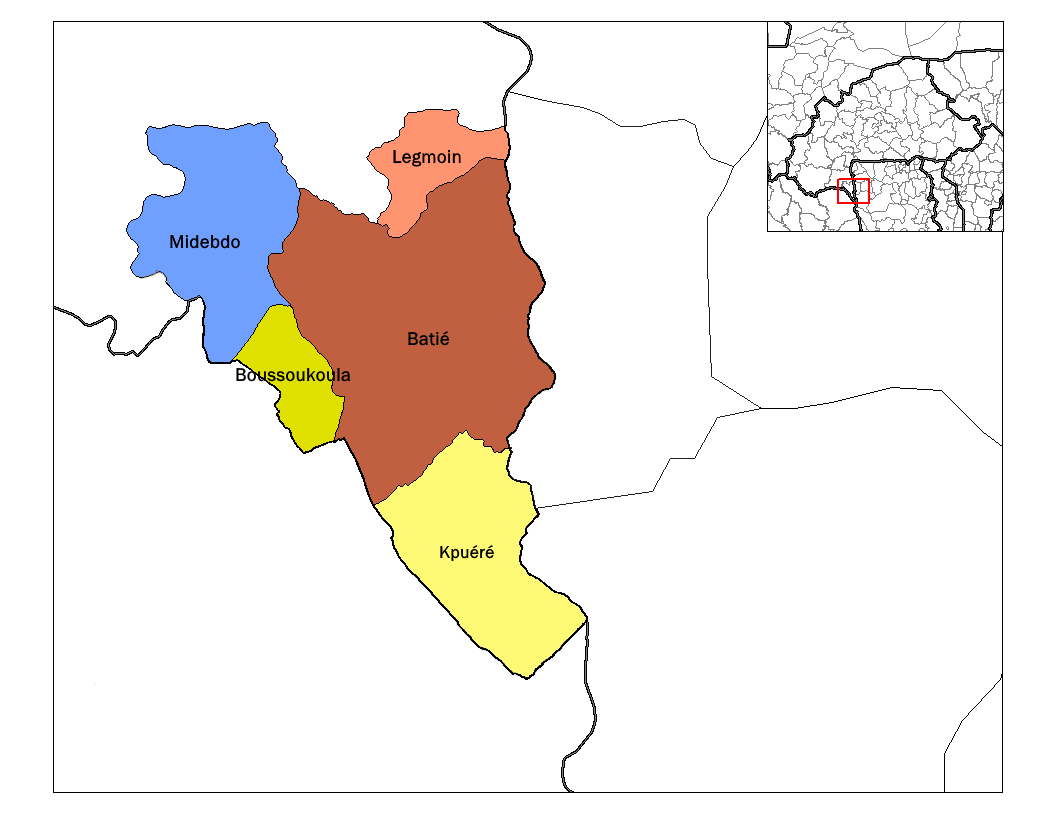
눔비엘현의 행정 구역

눔비엘현(프랑스어: Noumbiel)은 부르키나파소 남서부주에 위치한 현으로, 현도는 바티에이며 면적은 2,736km2, 인구는 69,992명(2006년 기준)이다. 4개 군(바티에군, 크페레군, 레그무앵군, 미데브도군)을 관할한다.

## 같이 보기
- 부르키나파소의 주
- 부르키나파소의 현